# Лингвистика в СССР
Лингвистика в Союзе Советских Социалистических Республик была представлена множеством школ и направлений, однако позиционировала себя как опирающаяся на единую методологию, которая определялась как марксистско-ленинская и придерживалась представления о том, что «язык представляет собой один из видов общественной деятельности, неразрывно связанный с общественным сознанием» и человеческим общением, имеющий материальную природу и существующий объективно, независимо от его отражения в человеческом сознании. Для советского языкознания характерен историзм в подходе к языку.
Одной из особенностей советского языкознания была взаимосвязь теории языка и практики языкового строительства: создания алфавитов для бесписьменных языков, реформирования алфавитов, в том числе русского, разработки орфографических и пунктуационных правил, выпуска словарей, грамматик и учебных пособий. Это способствовало созданию работ, посвящённых теории формирования литературных языков, принципам установления литературных норм, стимулировало развитие лексикографии и фонологических теорий. Разрабатывались также научные принципы обучения русскому языку нерусскоговорящих учащихся.

## Научные и образовательные центры
Исследования теоретических проблем лингвистики и конкретных языков велись в научно-исследовательских институтах АН СССР: Институте языкознания, Институте русского языка, Институте славяноведения и балканистики, Институте востоковедения, — в филиалах АН СССР и академиях наук союзных республик, других научно-исследовательских институтах. Научная деятельность велась и в высших учебных заведениях, имевших филологические факультеты.
В 1921 году в Петрограде по предложению Н. Я. Марра был учреждён Институт яфетидологических изысканий, в 1922 году переименованный в Яфетический институт, а в 1931 году — в Институт языка и мышления (в 1933 году получил имя Н. Я. Марра). С 1950:229 по 1991 год институт именовался Ленинградским отделением Института языкознания Академии наук СССР, в настоящее время имеет самостоятельный статус в качестве Института лингвистических исследований РАН. В 1937 году на базе существующего историко-лингвистического факультета Ленинградского государственного университета был создан филологический факультет.
В 1922 году был открыт историко-филологический факультет с отделением филологии в Восточном педагогическом институте в Казани, который до Октябрьской революции и некоторое время после неё функционировал лишь в Казанском университете. В 1934 году Восточный педагогический институт был переименован в Казанский государственный педагогический институт. С данным факультетом связаны имена таких советских лингвистов, как В. А. Богородицкий, М. А. Фазлуллин, Г. Х. Ахатов, Л. З. Заляй. В 1940 году был создан также историко-филологический факультет в Казанском государственном университете, который как отдельный самостоятельный филологический факультет начал функционировать с 1980 года.
В Москве языковедов готовили в педагогических институтах, в частности в Московском государственном педагогическом институте (МГПИ), где работали Г. О. Винокур и представители Московской фонологической школы; в годы Великой Отечественной войны был воссоздан филологический факультет МГУ:229.
В 1960 году на филологическом факультете МГУ было создано Отделение теоретической и прикладной лингвистики (ОТиПЛ).

## Фонетика и фонология
На основе учения долгие годы (1874—1883) работавшего в Казанском Императорском университете И. А. Бодуэна де Куртенэ о фонеме в СССР сложились три фонологические школы: Казанская, представителями которой явились ученик И. А. Бодуэна де Куртенэ В. А. Богородицкий, профессор Казанского восточного института с 1922 года, и его ученики М. А. Фазлуллин, Л. З. Заляй, Г. Х. Ахатов (в 1884 году В. А. Богородицкий основал первую в мире лабораторию экспериментальной фонетики), Ленинградская, представителями которой являлись основоположник школы Л. В. Щерба, а также Л. Р. Зиндер, Л. В. Бондарко и другие учёные, и Московская, сформировавшаяся в конце 1920-х годов и связанная с именами Р. И. Аванесова, В. Н. Сидорова, П. С. Кузнецова, А. М. Сухотина, А. А. Реформатского.

## Диалектология
В СССР в 20—30‑е годы XX века в области диалектологии наиболее активно работали Е. Ф. Карский, Н. М. Каринский, А. М. Селищев, В. И. Чернышёв, И. Г. Голанов, Р. И. Аванесов, А. Н. Гвоздев, Н. П. Гринкова, П. С. Кузнецов, Б. А. Ларин, В. Н. Сидоров, Ф. П. Филин и др. С 1940‑х гг. проводились фундаментальные диалектные исследования языковой системы русских говоров Р. И. Аванесовым и Ф. П. Филиным.
В 1950-x—1960-x гг. начинает интенсивно развиваться диалектология других славянских языков (украинского, белорусского), а также молдавского, литовского языков. В эти же годы появляются первые фундаментальные научные исследования по тюркской диалектологии (татарский, узбекский, казахский языки), в частности, по диалектологии татарского языка необходимо отметить исследования Г. Х. Ахатова и Л. З. Заляя.

## Сравнительно-историческое языкознание

### Ностратическая гипотеза
Советский лингвист-компаративист В. М. Иллич-Свитыч, развивая идею Х. Педерсена о ностратических языках — родстве индоевропейских, афразийских, картвельских, дравидийских, уральских и алтайских языков, разработал систему фонетических соответствий между ностратическими языками, восстановил систему фонем праязыка и составил этимологический словарь, включающий около 600 этимологий, в том числе проделанных его предшественниками. Первый том ностратического словаря вышел в 1971 году, уже после смерти автора.
Исследования В. М. Иллич-Свитыча были продолжены другими учёными, в частности С. А. Старостиным. Значительная часть работ С. А. Старостина была посвящена подготовке фундамента для гипотез дальнего родства: в них разрабатывались сравнительно-историческая фонетика и этимология общепризнанных языковых семей. Помимо этого, С. А. Старостин обосновывал гипотезу сино-кавказской семьи.